# Colonia Santa Bárbara
Colonia Santa Bárbara är en ort i Mexiko.   Den ligger i kommunen Xalapa och delstaten Veracruz, i den sydöstra delen av landet, 240 km öster om huvudstaden Mexico City. Colonia Santa Bárbara ligger 1 277 meter över havet och antalet invånare är 8 617.
Terrängen runt Colonia Santa Bárbara är huvudsakligen kuperad, men åt nordväst är den platt. Runt Colonia Santa Bárbara är det tätbefolkat, med 331 invånare per kvadratkilometer. Närmaste större samhälle är Xalapa, 5,1 km nordväst om Colonia Santa Bárbara. I omgivningarna runt Colonia Santa Bárbara växer huvudsakligen savannskog.